# Griselda Álvarez
Griselda Álvarez Ponce de León (Guadalajara, Jalisco, 5 de abril de 1913 - Ciudad de México, 26 de marzo de 2009) fue una maestra, escritora y política mexicana. En 1979 se convirtió en la primera mujer electa gobernadora de un estado (Colima) en la historia de México. Provenía de una familia con raigambre histórica y política en Colima; su bisabuelo fue el general Manuel Álvarez Zamora, primer gobernador del estado y constituyente en 1857; su abuelo paterno fue prefecto político de Colima y su padre, Miguel Álvarez García, desempeñó el mismo cargo que ella desempeñaría. 
La muerte temprana de su madre y la constante actividad política de su padre la llevaron a crecer bajo el cuidado de sus tías. 
Sus apellidos, de origen español, se remontan al explorador y conquistador español Ponce de León (siglo XVI), primer gobernador de Puerto Rico y después primer europeo en llegar a la costa de la Florida, estado estadounidense que estuvo bajo la soberanía española hasta mediados del siglo XIX.   
Destacó por su intensa labor educativa y literaria y ocupó varios puestos gubernamentales relacionados con estas áreas. En 1976 fue elegida senadora por el estado de Jalisco, y en 1979 fue postulada como candidata del Partido Revolucionario Institucional y el Partido Popular Socialista al gobierno de Colima, y resultó elegida como la primera mujer en ocupar el cargo de gobernadora de un estado luego de vencer por 72,791 votos al candidato del PAN, Gabriel Salgado Aguilar, que obtuvo 15,751 votos. Su principal labor en ese cargo fue la educación pública. Al terminar su cargo ocupó la dirección del Museo Nacional de Arte de México. 

## Carrera profesional y política
Griselda estudió en la Escuela Normal de Maestros; obtuvo el título de licenciada en Letras Españolas en la Universidad Nacional Autónoma de México con la tesis La inmortalidad en las obras de Jorge Luis Borges, recibiendo mención honorífica. También estudió estadigrafía y biblioteconomía.   
A finales de la década de 1940 se incorporó al Partido Revolucionario Institucional y empezó su vida laboral como laboratorista de la Casa Cuna del Hospital General. Trabajó como profesora orientadora en el Museo Pedagógico Nacional de 1953 a 1958. Por su desempeño la promovieron a subdirectora, y después se convirtió en directora general de Acción Social Educativa de la Secretaría de Educación Pública, donde impulsó cajas de ahorro escolar, cooperativas, guarderías, escuelas rurales, casas de cultura, bibliotecas, y buscó mejorar el nivel cultural, moral, económico y social de las mujeres por medio de los Centros de Acción Educativa.   
En la Secretaría de Salubridad y Asistencia encabezó la Dirección General de Trabajo Social, donde fomentó los centros de bienestar social en el país. Durante el sexenio de Luis Echeverría Álvarez  encabezó la Dirección de Prestaciones Sociales del Instituto Mexicano del Seguro Social . Promovió la participación de las mujeres en el teatro y el deporte  le dio un gran impulso al teatro, al deporte y la formación de las mujeres.  
Álvarez se incorporó a la vida política de México, fue Senadora por el estado de Jalisco de 1976 a 1979  y el 1 de noviembre de 1979 ocupó la gubernatura del estado de Colima, convirtiéndose en la primera mujer gobernadora en la historia de México. Su lema como gobernadora fue "educar para progresar". Concluida su administración ocupó la dirección del Museo Nacional de Arte. Adicionalmente se desempeñó como asesora de la Secretaría de Turismo del Gobierno del Distrito Federal y fue Presidenta Honoraria Vitalicia de la Federación de Mujeres Universitarias, A.C. (FEMU).  
En el Partido Revolucionario Institucional fue miembro del Consejo Nacional de Ideología (1978 y 1994), del Consejo Consultivo del Comité Directivo Nacional (1995) y de la Comisión Nacional para la Reforma del PRI (1995).

## Gobernadora
En 1979 fue postulada como candidata del Partido Revolucionario Institucional y el Partido Popular Socialista al gobierno de Colima, resultando electa como la primera mujer en ocupar el cargo de Gobernadora de un estado luego de vencer por 72,791 votos al candidato del PAN, Gabriel Salgado Aguilar, que obtuvo 15,751 votos. Su principal labor en ese cargo fue la educación pública.
Muchos Ciudadanos de Colima se cuestionaron sobre la forma en que se postuló a Griselda Álvarez para la Gubernatura, ya que de acuerdo a la Constitución Política de Colima, para que un Ciudadano pueda ser postulado, deberá haber radicado en el Estado, por lo menos cinco años consecutivos anteriores a su nominación, lo cual no sucedió, ya que ella radicaba en la ciudad de Guadalajara, Jalisco desde tiempo.

## Feminista
Álvarez apoyó un feminismo racional, sostuvo que las mujeres eran iguales a los hombres y trabajó para que fueran conscientes de su ser. Su escrito "Soneto a la mujer" define bien lo que pensaba sobre el tema:
Nacer mujer es un inmenso reto,
circunstancia toral, dura la vida,
la hembra viene en pecado concebida
y el hombre nace lleno de respeto.
Buscas no ser objeto, ser sujeto
con ovárica fuerza sostenida,
para luchar con alma dividida
porque no en todo lograrás boleto.
Te dan sencillo mas te exigen doble,
sangras ante la ley casa conquista,
en la maternidad, sustancia noble,
gigante siempre aunque el dolor embista,
por fuerza suave adentro roble,
pero te hacen, a golpes, ¡feminista!. Federación Mexicana de Universitarias (FEMU).

## Escritora
Además de dedicarse a la política, también tuvo interés en la escritura, principalmente en la poesía. A lo largo de su vida se relacionó con distintos personajes del mundo literario, como lo fueron Fernando Sánchez Máyans, Rafael Solana, Francisco Liguori Jiménez, Rosario Castellanos, Salvador Novo, Guadalupe Dueñas, entre otros, de los que nutrió su obra literaria. El primer libro publicado por Griselda Álvarez fue Cementerio de pájaros en 1956; le prosiguieron Dos cantos en 1959, Desierta compañía en 1961 y Letanía erótica para la paz en 1963. En el año de 1999, escribió una de las obras más importantes: Glosa de la Constitución en sonetos en donde la autora navega entre los límites de la política y la poesía y como objetivo de este texto fue el difundir la lectura de la Carta Magna. 
Su obra literaria, reconocida por su fuerza lírica y su mirada crítica, aborda temas como el deseo, la memoria, la condición femenina y la justicia social. 

## Distinciones
Doña Griselda Álvarez fue galardonada con varias medallas. La Rafaela Suárez otorgada por el gobierno del estado de Colima; la medalla Francisco Murguía por la delegación Venustiano Carranza; la General Manuel Álvarez por la XLVII Legislatura de Colima; medalla al mérito Benito Juárez (1993), medalla María Lavalle Urbina (1994) y medalla Belisario Domínguez (1996).

## Obras publicadas
- Cementerio de pájaros 1956
- Dos cantos 1959
- Desierta compañía 1961
- Letanía erótica para la paz 1963
- La sombra niña 1965
- Anatomía superficial 1967
- Tiempo presente 1968
- Estación sin nombre 1972
- Diez mujeres en la poesía mexicana del siglo xx 1973
- Cuesta arriba: Memorias de la primera gobernadora 1993
- Sonetos terminales 1997
- Erótica 1999
- Glosa de la Constitución en sonetos 1999

## Muerte
A escasos días para que cumpliera 96 años de edad, Griselda Álvarez falleció a las 20:00 horas del jueves 26 de marzo de 2009, en su residencia de la Ciudad de México, a causa de problemas de salud relacionados con su avanzada edad.